# Huli jing

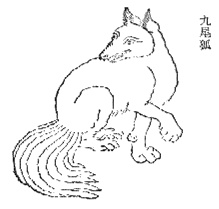
De vos met negen staarten, afbeelding afkomstig uit het Boek van de bergen en de zeeën (Shanhaijing)

In de Chinese mythologie zijn vossen dieren met gevaarlijke krachten. Een huli jing (Chinees: 狐狸精; pinyin: húli jīnɡ), in het Nederlands vossengeest, wordt geassocieerd met vrouwen die, als een soort vampier, de kracht uit mannen halen.
Zo'n vos zag er precies zo uit als een normale vos, alleen kon het wezen wel 800 tot 1000 jaar oud worden. Elk lichaamsdeel van de vos had speciale krachten. Als hij met zijn staart de grond raakte, vloog die in brand. Hij kon in de toekomst kijken en van gedaante veranderen.
De vos was een oplichter en zijn verschijning kon een slecht voorteken zijn. Hij was dol op het veroorzaken van pijn en ellende of het uithalen van kattenkwaad.
Dergelijke tovervossen konden worden gevonden op en rond kerkhoven. Men zegt dat de zielen van gestorven mensen zich konden verenigen met het lichaam van dit wezen.

## Vossenverhalen
Er zijn vele verhalen over vossen die mensen bedriegen of juist niet. Enige bekende verhalen zijn:
- Vrouwe Ren